# Nordvästprovinserna i Brittiska Indien

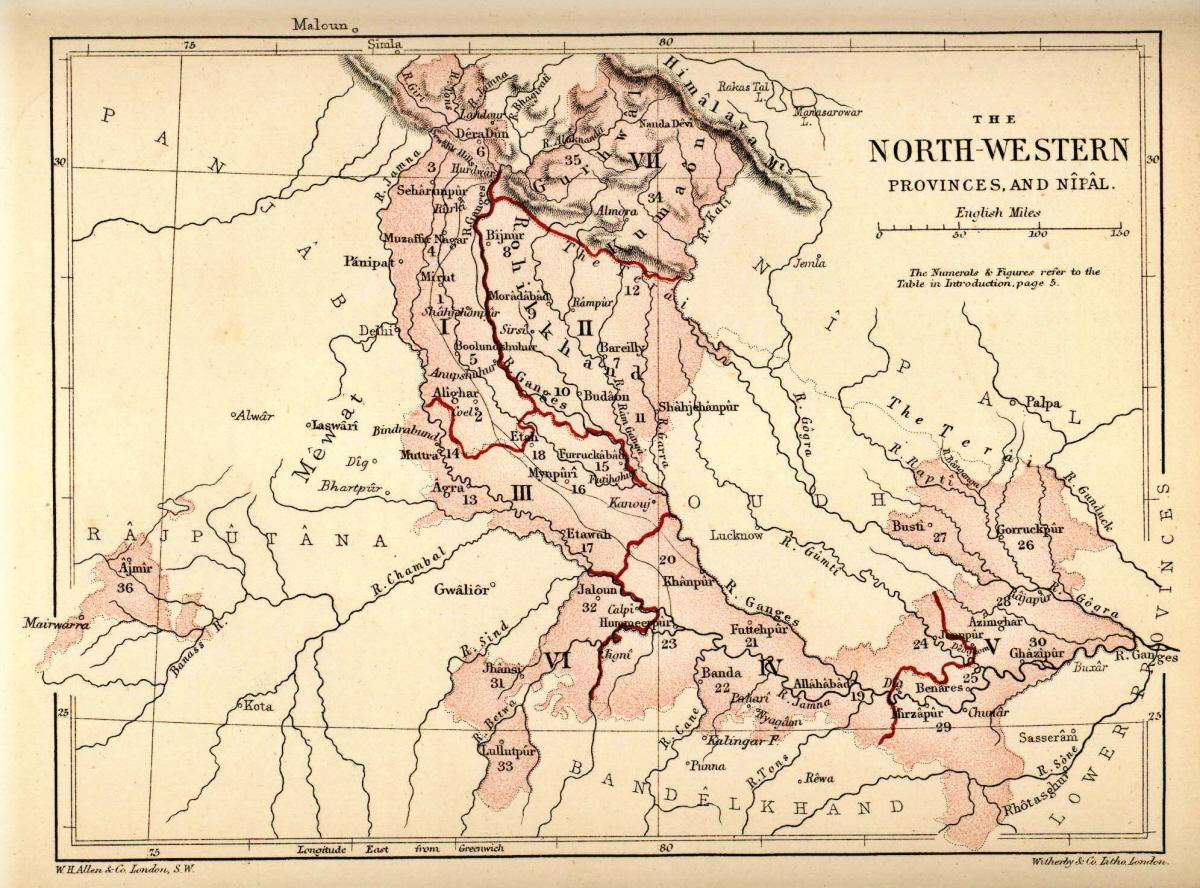

Nordvästprovinserna (eng. Northwestern provinces and Oudh), ett 1833 bildat förvaltningsområde (lieutenant-governorship) i Indien, kallades efter 1902 Förenade provinserna Agra och Oudh.